# Costo por mil
El costo por mil es una medida utilizada comúnmente en la publicidad. Radios, televisión, periódicos, revistas y la publicidad en línea se pueden comprar sobre la base de lo que cuesta mostrar el anuncio a mil espectadores (CPM). Se utiliza en la comercialización como un punto de referencia para calcular el costo relativo de una campaña de publicidad o anuncio de un mensaje en un determinado medio. En lugar de un coste absoluto, CPM calcula que el costo por cada 1000 visitas del anuncio.Lo primero que debes tener claro sobre este acrónimo es qué significa ‘coste por mil‘. En este modelo la marca paga cada vez que se vea su anuncio mil veces. 
Es decir, cuando una página haya alcanzado las mil impresiones en una campaña de publicidad determinada, recibirá el pago acordado. A diferencia de otros formatos, en el CPM solo basta con que el usuario mire el anuncio, sin necesidad de que haga clic o vaya hasta la página web. 
Por supuesto, éste formato sólo está recomendada cuando el objetivo principal de la campaña es crear notoriedad dentro de la red. En este sentido, generalmente se usa cuando es más urgente que los usuarios conozcan la marca y no es tan importante que haya tráfico inmediato al sitio web.
Para ser más exactos, el CPM es sumamente importante en la etapa inicial de la marca, donde tiene que crear notoriedad e instalarse en el imaginario de sus potenciales clientes. Es decir, es importante cuando se busca que el público objetivo reconozca la marca para ir creando confianza y familiaridad

## Ejemplo
Un ejemplo de cálculo de la CPM:
1. Costo total para ejecutar el anuncio es de 20 000 €.
2. La audiencia total es 2 000 000 personas.
3. El CPM se calcula de la siguiente manera:

{\displaystyle CPM={20000\ euros \over 2000000\ personas}\ *\ 1000\ personas=10\ euros}
En la publicidad en internet, si un sitio web vende los anuncios de banner a un CPM de 10 euros, esto significa que cuesta 10 euros mostrar el banner en mil ocasiones , es decir, a menos que se cuente con muchos miles de visitas no se produciría una cantidad importante de dinero. (mil "impresiones").

## Evolución
Con la evolución de la publicidad digital, el coste de las impresiones ha dejado de ser fijo. Al funcionar gran parte de la publicidad bajo un sistema automatizado de subastas, esto ha provocado que cada impresión tenga un coste diferente en función de la cantidad pujada por los diferentes anunciantes. Esto ha creado un nuevo concepto llamado eCPM que a menudo es confundido con el CPM. Esta métrica representa las diferentes pujas que tienen lugar por cada impresión, siendo una métrica con una gran variación y que no permanece estática en el tiempo.
Con el paso del tiempo, también han ido naciendo otros sistemas de pago por la publicidad en Internet como puede ser el CPC o CPA.